# Peterjamesia circumscripta
Peterjamesia circumscripta är en svampart som först beskrevs av Taylor, och fick sitt nu gällande namn av David Leslie Hawksworth. Peterjamesia circumscripta ingår i släktet Peterjamesia och familjen Roccellaceae.   Inga underarter finns listade i Catalogue of Life.